# Russell Metty
Russell Metty (* 20. September 1906 in Los Angeles, Kalifornien; † 28. April 1978 in Canoga Park, Kalifornien) war ein US-amerikanischer Kameramann.

## Leben
Seine Karriere im Filmgeschäft begann er im Jahr 1925 als Assistent für das Standard Film Laboratory. Vier Jahre später wurde er von der Filmproduktionsfirma RKO Pictures angeworben und begann dort in den frühen 1930er Jahren zunächst als second camera operator zu arbeiten, ab 1932 war er als camera operator tätig. 1934 drehte er West of the Pecos, seinen ersten Film als alleinständiger Kameramann. Von nun an war Russell Metty bis zu seinem Lebensende stets viel im Filmgeschäft beschäftigt und an mehr als 150 Produktionen beteiligt. In jedem Lebensjahr seit 1934 war er bei mindestens zwei Produktionen dabei. Mit Orson Welles drehte er zwei Filme, 1946 Die Spur des Fremden und 12 Jahre später Im Zeichen des Bösen. Mit dem Regisseur Douglas Sirk arbeitete er bei insgesamt zehn Filmen zusammen. Im letzten Jahrzehnt seiner Karriere war er vornehmlich für Fernsehproduktionen tätig, so fungierte er als Kameramann für 56 Episoden der Fernsehserie Die Waltons. 1971 drehte Metty als verantwortlicher Kameramann die ersten fünf Episoden der ersten Staffel der von Universal Television produzierten Kriminalfilmreihe Columbo.
Im Jahr 1961 wurde er für seine Arbeit an Spartacus mit dem Oscar ausgezeichnet. Ein Jahr später erhielt er für den Film Mandelaugen und Lotosblüten eine Oscar-Nominierung.

## Filmografie (Auswahl)
- 1938: Next Time I Marry
- 1940: Irene
- 1940: Dance, Girl, Dance
- 1941: Sunny
- 1942: Joan of Paris
- 1943: Auf ewig und drei Tage (Forever and a Day)
- 1943: Hitler’s Children
- 1943: Tender Comrade
- 1943: The Sky’s the Limit
- 1944: Music in Manhattan
- 1945: It’s in the Bag!
- 1945: Schlachtgewitter am Monte Cassino (Story of G.I. Joe)
- 1946: Die Spur des Fremden (The Stranger)
- 1947: Reite auf dem rosa Pferd (Ride the Pink Horse)
- 1947: Die Privataffären des Bel Ami (The Private Affairs of Bel Ami)
- 1947: Ivy
- 1948: Alle meine Söhne (All My Sons)
- 1948: Triumphbogen (Arch of Triumph)
- 1948: Mr. Peabody und die Meerjungfrau (Mr. Peabody and the Mermaid)
- 1948: Bis zur letzten Stunde (Kiss the Blood Off My Hands)
- 1948: Startbahn ins Glück (You Gotta Stay Happy)
- 1948: Wir waren uns fremd (We Were Strangers)
- 1948: Qualen der Liebe (A Woman’s Vengeance)
- 1949: Die schwarzen Teufel von Bagdad (Bagdad)
- 1949: Spielfieber (The Lady Gambles)
- 1950: Die Piratenbraut (Buccaneer’s Girl)
- 1950: Sierra
- 1950: Verliebt, verlobt, verheiratet (Peggy)
- 1950: Gefährliche Mission (Wyoming Mail)
- 1950: Ärger in Cactus Creek (Curtain Call in Cactus Creek)
- 1950: Der Wüstenfalke (The Desert Hawk)
- 1951: Dschingis Khan – Die goldene Horde (The Golden Horde)
- 1951: Die Flamme von Arabien (Flame of Araby)
- 1952: Gegen alle Flaggen (Against All Flags)
- 1952: Sturmfahrt nach Alaska (The World in His Arms)
- 1952: Unter falscher Flagge (Yankee Buccaneer)
- 1952: Der Schatz im Canyon (The Treasure of Lost Canyon)
- 1952: Der rote Engel (Scarlet Angel)
- 1952: Aus Liebe zu Dir (Because of You)
- 1953: Der Prinz von Bagdad (The Veils of Bagdad)
- 1953: Seminola (Seminole)
- 1953: Der Mann vom Alamo (The Man from Alamo)
- 1954: Schwaches Alibi (Naked Alibi)
- 1954: Attila, der Hunnenkönig (Sign of the Pagan)
- 1954: Die wunderbare Macht (Magnificent Obsession)
- 1955: Mit stahlharter Faust (Man without a Star)
- 1955: Duell mit dem Teufel (The Man from Bitter Ridge)
- 1955: Was der Himmel erlaubt (All That Heaven Allows)
- 1956: Es gibt immer ein Morgen (There’s Always Tomorrow)
- 1956: In den Wind geschrieben (Written on the Wind)
- 1957: Der Mann mit den 1000 Gesichtern (Man of a Thousand Faces)
- 1957: Der Engel mit den blutigen Flügeln (Battle Hymn)
- 1958: Im Zeichen des Bösen (Touch of Evil)
- 1958: Der Schrecken schleicht durch die Nacht (Monster on the Campus)
- 1958: Zeit zu leben und Zeit zu sterben (A Time to Love and a Time to Die)
- 1959: Solange es Menschen gibt (Imitation of Life)
- 1960: Spartacus
- 1960: Mitternachtsspitzen (Midnight Lace)
- 1961: Misfits – Nicht gesellschaftsfähig (The Misfits)
- 1961: Mandelaugen und Lotosblüten (Flower Drum Song)
- 1962: … gefrühstückt wird zu Hause (If a Man Answers)
- 1962: Ein Hauch von Nerz (That Touch of Mink)
- 1963: Was diese Frau so alles treibt (The Thrill of It All)
- 1963: Captain Newman (Captain Newman, M.D.)
- 1965: Die Normannen kommen (The War Lord)
- 1966: Südwest nach Sonora (The Appaloosa)
- 1966: Madame X (Madame X)
- 1967: Der Etappenheld (The Secret War of Harry Frigg)
- 1967: Als Jim Dolan kam (Rough Night in Jericho)
- 1968: Nur noch 72 Stunden (Madigan)
- 1969: Ein himmlischer Schwindel (Change of Habit)
- 1971: Columbo: Tödliche Trennung (Murder by the Book) (Fernsehfilm)
- 1971: Columbo: Mord mit der linken Hand (Death Lends a Hand) (Fernsehfilm)
- 1971: Columbo: Mord unter sechs Augen (Dead Weight) (Fernsehfilm)
- 1971: Columbo: Mord in Pastell (Suitable for Framing) (Fernsehfilm)
- 1971: Columbo: Schritte aus dem Schatten (Lady in Waiting) (Fernsehfilm)
- 1971: Der Omega-Mann (The Omega Man)
- 1972: Ben
- 1972: Cancel My Reservation
- 1974: Das gibt’s nie wieder (That’s Entertainment!)